# Шарлот дьо Валоа
Шарлот дьо Валоа (на френски: Charlotte de Valois; * септември 1446; † 1 юни 1477, Франция) е френска благородничка.

## Живот
Дъщеря е на крал Шарл VII и неговата метреса Агнес Сорел.
На 1 март 1462 г. Шарлот се омъжва за граф Жак дьо Брезе. От този брак се ражда Луи дьо Брезе, който се жени за Диана дьо Поатие, станала известна по-късно като фаворитката на крал Анри II.
Шарлот умира в нощта на 31 май срещу 1 юни 1477 г. в замъка Рувър пронизана от шпагата на съпруга си, който я заварва в обятията на неговия коняр.